# Waléran III de Limbourg
Walram III ou Waléran III de Limbourg, né en 1180, mort à Rolduc le 2 juillet 1226, fut d'abord marquis d'Arlon (sous le nom de Waleran IV d'Arlon), seigneur de Montjoie, avoué de Duisbourg, puis comte de Luxembourg de 1214 à 1226 et duc de Limbourg de 1221 à 1226. Il était fils d'Henri III, duc de Limbourg, et de Sophie de Sarrebruck.

## Biographie
Il n'était pas destiné à devenir comte de Limbourg, car il était le fils cadet d'Henri II, et ne devint son héritier qu'en 1214, à la mort de son frère aîné. De ce fait, il mena d'abord une vie aventureuse et participa en 1192 à la troisième croisade. En 1212, il accompagne son cousin germain Henri Ier, duc de Brabant, à la prise de Liège, puis dans une guerre contre le comte de Gueldre.
En 1197, à la mort de l'empereur Henri VI, deux candidats furent élus : Philippe de Souabe et Othon de Brunswick. La lutte qui s'engagea entre les deux prétendants ne s'acheva qu'en 1208 avec la mort de Philippe. Waléran, d'abord partisan de Philippe, se rallia ensuite à Othon.
Son second mariage lui apporta l'important comté de Luxembourg. Ermesinde prétendant toujours au comté de Namur, qui était passé à un neveu du comte Henri IV l'Aveugle, Waléran ajouta une couronne aux armoiries de son père pour marquer cette prétention. En 1221, il hérite du Limbourg à la mort de son père et double la queue du lion sur ses armoiries pour montrer qu'il est le titulaire de deux fiefs d'importance. En 1223, il tente de reprendre le comté de Namur à Philippe II de Courtenay, mais sans succès et doit signer un traité de paix le 13 février 1223 à Dinant. Il participe ensuite aux différentes diètes et accompagne l'empereur en Italie. C'est au retour d'un de ces voyages qu'il meurt, en juin 1226.

## Union et postérité
Il épousa en premières noces Cunégonde de Lorraine († 1214), fille de Ferry Ier, seigneur de Bitche, et de Ludmilla de Pologne. Ils eurent :
- Henri IV (1195 † 1247), duc de Limbourg et comte de Berg par mariage ;
- Waléran († 1242), seigneur de Montjoie et de Fauquemont ;
- Mathilde, mariée à Guillaume III, comte de Juliers ;
- Sophie († 1226), mariée à Frédéric II († 1226), comte d'Altena.

Veuf, il se remarie en mai 1214 avec Ermesinde Ire (1186 † 1247), comtesse de Luxembourg, veuve de Thiébaut Ier (1158 † 1214), comte de Bar, fille unique d'Henri IV l'Aveugle, comte de Luxembourg et de Namur, et d'Agnès de Gueldre. Ils eurent :
- Henri V le Blond (1216 †1281), comte de Luxembourg ;
- Gérard († 1303), comte de Durbuy ;
- Catherine († 1255), mariée en 1229 à Mathieu II († 1251), duc de Lorraine.

## Sources
- Notices d'autorité :   - VIAF
  - GND
- M. Yans, « Waleran III », Académie royale de Belgique, Biographie nationale, vol. 27, Bruxelles, 1938 [détail des éditions], p. 53–59.
- Alfred Lefort, La Maison souveraine de Luxembourg, Reims, Imprimerie Lucien Monge, 1902, 262 p. [détail de l’édition].
- (en) Généalogie de la maison de Limbourg.